# Canal del Clotet
La Canal del Clotet és una canal del terme municipal de Conca de Dalt, a l'antic terme d'Hortoneda de la Conca, al Pallars Jussà, en territori que havia estat de l'antiga caseria dels Masos de la Coma.
Està situat a llevant dels Masos de la Coma i de la Coma d'Orient, al sud del Solà de la Coma d'Orient i al nord del Pletiu de Rocavolter.